# 踝饰雀属
踝饰雀属（学名：Pselliophorus），也称黄踝饰雀属，是鹀科下的一个属。

## 下属物种
本属包括以下物种：
- 绿踝饰雀 Pselliophorus luteoviridis Griscom, 1924
- 黄踝饰雀 Pselliophorus tibialis (Lawrence, 1864)